# Tríada mayor
[[Archivo:Diminished triad on B.png|miniaturadeimagen|derecha|Tríada disminuida en B Escucharⓘ or {{audio|Diminished triad on B just.mid|Escuchar}.]]

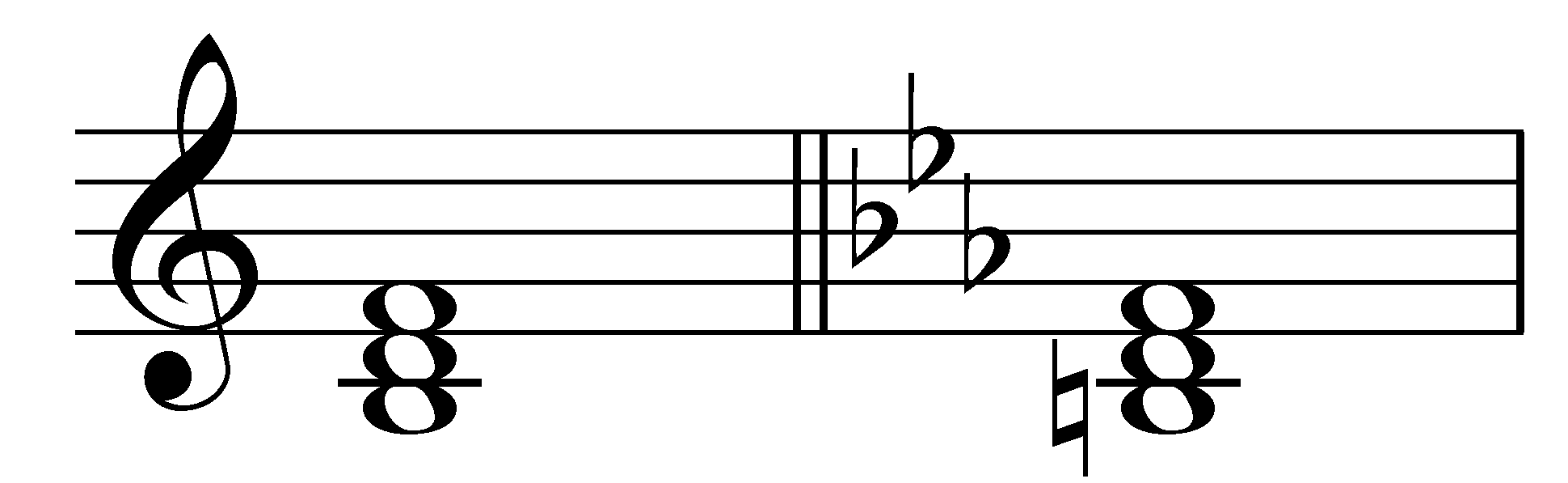
Tríada disminuida en B or audio|Diminished triad on B just.mid|Escuchar}.

En teoría musical, una tríada disminuida (Escucharⓘ), también conocida como menor con quinta disminuida (m♭5), es un acorde que consiste en dos tercera arriba de la raíz — si se construye a partir de C, una tríada disminuida estaría compuesta por las notas C, E♭ y G♭. Se asemeja a una tríada menor, pero con la diferencia de que la quinta se encuentra disminuida. En notación por números enteros puede escribirse como {0, 3, 6}.
Hasta antes del período romántico, la tríada disminuida era considerada un acorde disonante e inestable. Esto debido a que carece de un centro tonal porque la quinta disminuida divide de manera simétrica la octava, además de que forma un tritono.

## Consideraciones armónicas
La tríada disminuida dentro de una escala mayor solo se forma en el séptimo grado de la misma; por ejemplo: cuando la tónica es C, la tríada disminuida se forma en B (B, D, F). Dado que está conformada en torno al séptimo grado de la escala, es un acorde que tiende a resolver.  El acorde disminuido de una escala forma parte del acorde con séptima del quinto grado; en la escala de C, su quinto grado dominante es G7 y está formado por las notas (G, B, D, F). Se puede observar que las últimas tres notas del acorde forman en acorde de Bdis. Por esta razón el acorde del séptimo grado disminuido puede sustituir al del quinto grado, tomando la función de un dominante. Aun así, a diferencia de un acorde mayor con séptima dominante, que sería usado por el quinto grado de la escala, el acorde disminuido funciona más como una prolongación, pues al no poseer el quinto grado no resuelve de forma satisfactoria.
Por otro lado, la tríada disminuida en la escala menor solo ocurre en el segundo grado de la escala; si se trata por ejemplo de la escala de C menor, el acorde de D forma una tríada disminuida (D, F, A♭). Esta tríada recibe por lo tanto el nombre de supertónica disminuida. Como su contraparte en la escala mayor, la principal función de la tríada disminuida es resolver a un acorde dominante.
En la escala de doce tonos, una tríada disminuida tiene 3 semitonos entre la raíz y la tercera, 3 entre la tercera y la quinta, y 6 entre la raíz y la quinta. En la entonación justa, la tríada disminuida del grado vii es afinada en la proporción 135:162:160. Según Sorge, la trompeta, en sus series tonales en C, produce una tríada disminuida de e-g-b♭ = 5:6:7 ("o una tríada disminuida perfecta"), pero la séptima disminuida es demasiado baja y la proporción 45:54:64 se sugiere Helmholtz describe la tríada disminuida como b1-d | f, dando como resultado una tercera menor justa y una tercera menor Pitagórica en el sistema de notación usado en On the Sensations of Tone as a Physiological Basis for the Theory of Music.
En alguna partituras, la expresión Cdim or C° denota un acorde disminuido con séptima (igual al acorde disminuido pero agregándole una séptima menor) con raíz en C, y la expresión Cm-5 or Cm♭5 denota una tríada disminuida con su tónica en C. Sin embargo, en algunos libros de jazz o literatura de teoría musical moderna, Cdim o C°significan una tríada disminuida, mientras que Cdim7 or C°7 se refieren al acorde disminuido con séptima disminuida.
La tríada menor casi siempre aparece en primera inversión cuando es usada como supertónica ((iio6) o como dominante (viio6). esto para evitar que se forme un tritono entre la nota más baja y la quinta. Esto es diferente en el acorde disminuido con séptima, que comúnmente se toca en la posición fundamental. En ambos casos el bajo se manda arriba y se mueven las voces más agudas hacia abajo haciendo justo el movimiento contrario. The popular music symbol for a diminished triad is a capital letter designating the root (as with a major chord) with MI(♭5) added. For example BMI(♭5) (see also Chord names and symbols (jazz and pop music)).

## En la música popular
"En la música pop y rock, casi siempre aparece en su función subdominante, siendo el grado iio. Canciones que usan el grado iio incluyen Oasis' "Don't Look Back In Anger", David Bowie "Space Oddity", Paul Young "Everytime You Go Away"., Jay and the Americans' "Cara Mia" y The Hollies' "The Air That I Breathe".

## Tabla de acordes disminuidos
| Acorde         | Raíz | Tercera menor | Quinta disminuida |
| -------------- | ---- | ------------- | ----------------- |
| Cdim(Cm(♭5))   | C    | E♭            | G♭                |
| C♯dim(C♯m(♭5)) | C♯   | E             | G                 |
| Ddim(Dm(♭5))   | D    | F             | A♭                |
| D♯dim(D♯m(♭5)) | D♯   | F♯            | A                 |
| Edim(Em(♭5))   | E    | G             | B♭                |
| Fdim(Fm(♭5))   | F    | A♭            | C♭ (B)            |
| F♯dim(F♯m(♭5)) | F♯   | A             | C                 |
| Gdim(Gm(♭5))   | G    | B♭            | D♭                |
| G♯dim(G♯m(♭5)) | G♯   | B             | D                 |
| Adim(Am(♭5))   | A    | C             | E♭                |
| A♯dim(A♯m(♭5)) | A♯   | C♯            | E                 |
| Bdim(Bm(♭5))   | B    | D             | F                 |